# Thies Prinz
Pour les articles homonymes, voir Prinz.
Thies Prinz est un joueur de hockey sur gazon allemand évoluant au poste d'attaquant au Rot-Weiss Köln et avec l'équipe nationale allemande,.

## Biographie
Thies est né le 7 juillet 1998 à Berlin,.

## Carrière
Il a été appelé en équipe nationale en 2019 pour concourir à la Ligue professionnelle 2019.

## Palmarès
- : 1er à l'Euro U21 en 2019
- : 3e à la Coupe du monde U21 en 2016
- : 3e à l'Euro U21 en 2017